# Roloff Möller
Roloff Möller (* 1498 in Stralsund; † 1529 ebenda) war ein Stralsunder Patrizier und Bürgermeister.

## Leben
Möller (auch: Moller) gehörte einer alten Patrizierfamilie an, die seit 1453 im Rat der Stadt vertreten war. Die Familie war u. a. mit den Familien Gildehusen und Mörder verwandt. Sein Vater, der Altermann der Gewandhausschneider Roloff Möller, heiratete nach dem Tode seiner ersten Frau Barbara († 1497) Magdalena Wadenberg, Schwester des Schweriner bischöflichen Administrators Zutfeld Wardenberg. Dessen großer religiöser Eifer weckte bei Möller das Gegenteil des Angestrebten, sodass er letztlich zu einem überzeugten Anhänger der Reformation wurde.
Möller unterstützte die Reformation in Stralsund, die durch Christian Ketelhot verbreitet wurde.
In den Versammlungen des Rates richtete Möller, der durch seinen Onkel Henning Mörder u. a. dem Bürgermeister Zabel Oseborn ablehnend gegenüberstand, immer wieder schwere Vorwürfe gegen diesen und andere Ratsangehörige; er warf ihnen Machtmissbrauch vor. Er nahm sich der Interessen der nicht im Rat vertretenen Ämter an und wurde, durch diese und die Anhänger der Reformation gestützt, 1524 zum Anführer des neu eingesetzten „48er Ausschusses“. Nach den Unruhen des „Kirchebrechens“ am 10. April 1525 wurde Möller zusammen mit Christoph Lorbeer zum Bürgermeister gewählt.
Im Amt nutzte Möller dieses jedoch alsbald ebenfalls zur Durchsetzung eigener Interessen aus, wie er es vordem anderen vorgeworfen hatte. Er verwarf sich mit seinen ehemaligen Unterstützern und dem „48 Ausschus“. Am 28. Juni 1525 nahm er von den Herzögen Georg I. und Barnim IX. die Belehnung des Gutes Mützkow, am 2. Juli 1526 die von Pantelitz und Neuenpleen an. Seinem damals achtjährigen Sohn Georg übertrug er die vormals katholische Pfarre in Prohn. Dieses ließ in der Stadt die Ablehnung seines Verhaltens wachsen. Er verließ 1527 Stralsund, worauf Nikolaus Smiterlow, für den er zum Bürgermeister gewählt worden war, aus dem freiwilligen Exil zurückkehrte und sein Amt zurückerhielt.
Möller lebte bis 1529 in Stettin, von wo er in diesem Jahr mit einem bischöflichen Geleitbrief nach Stralsund zurückkehrte, wo er verstarb.

## Familie
Roloff Möllers Sohn Georg Möller war von 1562 bis 1578 Ratsherr in Stralsund. Roloff Möllers Sohn Georg Möller war von 1562 bis 1578 Ratsherr in Stralsund. Dieser heiratete vermutlich 1522 eine unbekannte Tochter des Greifswalder Johann Völschow und Anna Stevelin. In Folge dieser Hochzeit wurde einer, der am besten erhaltenen bürgerlichen Hochzeitsteppiche, der Estherteppich, gewirkt. Die Tochter seines Bruders Nikolaus heiratete Georg Smiterlow.